# Tournoi de clôture du championnat du Costa Rica de football 2017
Navigation
Saison précédente Saison suivante
Le Tournoi Clausura 2017 est le vingtième tournoi saisonnier disputé au Costa Rica. 
C'est cependant la 105e fois que le titre de champion du Costa Rica est remis en jeu.
Lors de ce tournoi, le Deportivo Saprissa a tenté de conserver son titre de champion du Costa Rica face aux onze meilleurs clubs costariciens.
Chacun des douze clubs participant au championnat était confronté deux fois aux onze autres équipes. Puis les quatre meilleurs se sont affrontés lors d'une seconde phase à la fin de la saison, avant de terminer par une finale entre les vainqueurs des deux phases de la compétition.
Seulement une place était directement qualificative pour la Ligue des champions de la CONCACAF. Deux autres places en Ligue de la CONCACAF étaient attribuées à l'issue de ce championnat aux deux meilleures équipes non qualifiées du classement cumulé de la saison.

## Les 12 clubs participants
| \| LD Alajuelense AD Belén CS Cartagines CS Herediano Limon FC Municipal Pérez Zeledon AD San Carlos AD Carmelita Deportivo Saprissa Universidad AD Municipal Liberia SD Santos \| Localisation des clubs. |
| LD Alajuelense AD Belén CS Cartagines CS Herediano Limon FC Municipal Pérez Zeledon AD San Carlos AD Carmelita Deportivo Saprissa Universidad AD Municipal Liberia SD Santos                               |

Ce tableau présente les douze équipes qualifiées pour disputer le championnat 2016-2017. On y trouve le nom des clubs, le nom des stades dans lesquels ils évoluent ainsi que la capacité et la localisation de ces derniers.
| Club                    | Stade                                   | Capacité | Ville                  |
| LD Alajuelense          | Stade Alejandro Morera Soto             | 17 900   | Alajuela               |
| AD Belén (en)           | Stade Polideportivo de Belén            | 3 000    | Belén                  |
| AD Carmelita            | Stade Alejandro Morera Soto             | 17 900   | Alajuela               |
| CS Cartagines           | Stade José Rafael Fello Meza Ivankovich | 13 500   | Cartago                |
| CS Herediano            | Stade Eladio Rosabal Cordero            | 8 100    | Heredia                |
| Limon FC                | Stade Juan Gobán                        | 3 000    | Puerto Limón           |
| AD Municipal Liberia    | Stade Edgardo Baltodano Briceño         | 5 000    | Liberia                |
| Municipal Pérez Zeledon | Stade Municipal Pérez Zeledón           | 6 000    | San Isidro del General |
| AD San Carlos           | Stade Carlos Ugalde Álvarez             | 5 000    | Ciudad Quesada         |
| SD Santos               | Stade Ebal Rodríguez                    | 3 000    | Guápiles               |
| Deportivo Saprissa      | Stade Ricardo Saprissa                  | 23 100   | San José               |
| Universidad             | Stade Ecológico                         | 1 800    | San José               |

## Compétition
Le tournoi Clausura se déroule de la même façon que les tournois saisonniers précédents, en trois phases :
- La phase régulière : les quatorze journées de championnat.
- La seconde phase : les six journées de championnat supplémentaire.
- La finale : la confrontation aller-retour entre les vainqueurs des deux phases.

### Phase de qualification
Lors de la phase de qualification les douze équipes s'affrontent à deux reprises selon un calendrier tiré aléatoirement.
Les quatre meilleures équipes sont directement qualifiées pour la seconde phase.
Le premier est quant à lui également qualifié d'office pour la finale du championnat.
Le classement est établi sur le barème de points classique (victoire à 3 points, match nul à 1, défaite à 0).
Le départage final se fait selon les critères suivants :
- Le nombre de points.
- La différence de buts générale.
- La différence de buts particulière.
- Le nombre de buts marqué.

| Rang | Équipe                  | Pts | J  | G  | N | P  | Bp | Bc | Diff |
| ---- | ----------------------- | --- | -- | -- | - | -- | -- | -- | ---- |
| 1    | Deportivo Saprissa T    | 44  | 22 | 13 | 5 | 4  | 30 | 19 | +11  |
| 2    | CS Herediano            | 39  | 22 | 11 | 6 | 5  | 41 | 24 | +17  |
| 3    | Limon FC                | 37  | 22 | 11 | 4 | 7  | 43 | 31 | +12  |
| 4    | SD Santos               | 34  | 22 | 9  | 7 | 6  | 32 | 26 | +6   |
| 5    | Municipal Pérez Zeledon | 34  | 22 | 10 | 4 | 8  | 32 | 30 | +2   |
| 6    | CS Cartagines           | 33  | 22 | 9  | 6 | 7  | 28 | 28 | 0    |
| 7    | LD Alajuelense          | 31  | 22 | 8  | 7 | 7  | 27 | 23 | +4   |
| 8    | AD Municipal Liberia    | 27  | 22 | 6  | 9 | 7  | 20 | 32 | -12  |
| 9    | AD San Carlos P         | 24  | 22 | 7  | 3 | 12 | 26 | 34 | -8   |
| 10   | Universidad             | 22  | 22 | 5  | 7 | 10 | 22 | 33 | -11  |
| 11   | AD Belén (en)           | 19  | 22 | 4  | 7 | 11 | 24 | 37 | -13  |
| 12   | AD Carmelita            | 17  | 22 | 4  | 5 | 13 | 21 | 29 | -8   |

| Légende : Qualifications et relégations | Légende : Qualifications et relégations          |
| --------------------------------------- | ------------------------------------------------ |
|                                         | Qualifié pour la finale et la seconde phase      |
|                                         | Qualifié pour la seconde phase                   |
|                                         | T Tenant du titre P Promu de la saison 2015-2016 |

| Résultats (▼dom., ►ext.)                                   | Alaj | Bel | Carm | Cart | Here | Lim | MunL | MunP | SanC | Sant | Sapr | Univ |
| LD Alajuelense                                             |      | 0-1 | 1-0  | 2-1  | 0-2  | 2-2 | 1-1  | 2-0  | 1-1  | 1-2  | 3-1  | 3-1  |
| AD Belén (en)                                              | 1-2  |     | 1-3  | 1-1  | 1-1  | 3-1 | 1-1  | 0-1  | 1-2  | 3-2  | 2-3  | 2-3  |
| AD Carmelita                                               | 0-2  | 0-0 |      | 2-2  | 1-2  | 2-1 | 2-2  | 0-1  | 2-3  | 1-2  | 0-1  | 1-2  |
| CS Cartagines                                              | 1-0  | 1-0 | 2-1  |      | 0-3  | 3-1 | 1-1  | 3-1  | 4-3  | 1-1  | 3-0  | 1-1  |
| CS Herediano                                               | 0-0  | 2-1 | 2-1  | 1-2  |      | 0-1 | 7-1  | 2-0  | 3-2  | 1-1  | 2-2  | 3-1  |
| Limon FC                                                   | 2-2  | 7-0 | 2-1  | 2-0  | 0-4  |     | 4-1  | 5-1  | 4-1  | 4-1  | 0-0  | 1-0  |
| AD Municipal Liberia                                       | 1-0  | 1-0 | 0-0  | 1-0  | 2-2  | 1-2 |      | 0-2  | 1-0  | 2-0  | 0-0  | 1-0  |
| Municipal Pérez Zeledon                                    | 1-0  | 2-1 | 2-1  | 1-1  | 3-1  | 4-0 | 1-1  |      | 4-1  | 1-2  | 0-0  | 3-1  |
| AD San Carlos                                              | 0-1  | 1-1 | 0-2  | 0-1  | 1-2  | 0-0 | 1-0  | 2-0  |      | 1-0  | 1-0  | 3-1  |
| SD Santos                                                  | 2-2  | 2-2 | 0-1  | 1-0  | 1-1  | 2-0 | 3-0  | 3-1  | 2-1  |      | 1-2  | 3-0  |
| Deportivo Saprissa                                         | 2-1  | 0-1 | 1-0  | 2-0  | 2-0  | 2-1 | 4-1  | 2-1  | 2-1  | 1-1  |      | 1-0  |
| Universidad                                                | 1-1  | 1-1 | 0-0  | 3-0  | 1-0  | 1-3 | 1-0  | 2-2  | 2-1  | 0-0  | 0-2  |      |
| - Victoire à domicile - Match nul - Victoire à l'extérieur |      |     |      |      |      |     |      |      |      |      |      |      |

### Classement cumulatif
| Rang | Équipe                  | Pts | J  | G  | N  | P  | Bp | Bc | Diff |
| ---- | ----------------------- | --- | -- | -- | -- | -- | -- | -- | ---- |
| 1    | Deportivo Saprissa C    | 93  | 44 | 28 | 9  | 7  | 82 | 38 | +44  |
| 2    | CS Herediano C          | 83  | 44 | 23 | 14 | 7  | 85 | 48 | +37  |
| 3    | LD Alajuelense          | 70  | 44 | 20 | 10 | 14 | 58 | 43 | +15  |
| 4    | SD Santos               | 69  | 44 | 19 | 12 | 13 | 62 | 53 | +9   |
| 5    | Limon FC                | 68  | 44 | 20 | 8  | 16 | 65 | 70 | -5   |
| 6    | CS Cartagines           | 66  | 44 | 17 | 15 | 12 | 63 | 59 | +4   |
| 7    | Municipal Pérez Zeledon | 58  | 44 | 16 | 10 | 18 | 58 | 57 | +1   |
| 8    | AD Municipal Liberia    | 46  | 44 | 10 | 16 | 18 | 47 | 66 | -19  |
| 9    | Universidad             | 44  | 44 | 10 | 14 | 20 | 53 | 71 | -18  |
| 10   | AD Carmelita            | 43  | 44 | 11 | 10 | 23 | 43 | 62 | -19  |
| 11   | AD Belén (en)           | 42  | 44 | 10 | 12 | 22 | 52 | 75 | -23  |
| 12   | AD San Carlos P         | 41  | 44 | 11 | 8  | 25 | 42 | 68 | -26  |

| Légende : Qualifications et relégations | Légende : Qualifications et relégations                                        |
| --------------------------------------- | ------------------------------------------------------------------------------ |
|                                         | Ligue des champions de la CONCACAF 2018                                        |
|                                         | Ligue de la CONCACAF 2017                                                      |
|                                         | Relégué en Segunda División                                                    |
|                                         | C Vainqueur d'un des deux tournois de la saison P Promu de la saison 2015-2016 |

### Seconde phase
Lors de la seconde phase les quatre équipes qualifiées affrontent à deux reprises les trois autres équipes selon un calendrier tiré aléatoirement.
La meilleure équipe est directement qualifiées pour la finale.
Si cette équipe est la même que celle ayant remporté la phase régulière, alors il n'y a pas de finale de championnat.
Le classement est établi sur le barème de points classique (victoire à 3 points, match nul à 1, défaite à 0).
Le départage final se fait selon les critères suivants :
- Le nombre de points.
- La différence de buts générale.
- Le nombre de buts marqué.

| Rang | Équipe               | Pts | J | G | N | P | Bp | Bc | Diff |
| ---- | -------------------- | --- | - | - | - | - | -- | -- | ---- |
| 1    | CS Herediano         | 11  | 6 | 3 | 2 | 1 | 11 | 5  | +6   |
| 2    | SD Santos            | 8   | 6 | 2 | 2 | 2 | 8  | 6  | +2   |
| 3    | Deportivo Saprissa T | 8   | 6 | 2 | 2 | 2 | 11 | 12 | -1   |
| 4    | Limon FC             | 6   | 6 | 2 | 0 | 4 | 8  | 15 | -7   |

| Légende : Qualifications et relégations | Légende : Qualifications et relégations |
| --------------------------------------- | --------------------------------------- |
|                                         | Qualifié pour la finale                 |
|                                         | T Tenant du titre                       |

| Résultats (▼dom., ►ext.)                                   | Her | Lim | Sapr | Sant |
| CS Herediano                                               |     | 5-0 | 0-1  | 0-0  |
| Limon FC                                                   | 1-2 |     | 5-1  | 1-0  |
| Deportivo Saprissa                                         | 2-2 | 4-1 |      | 1-2  |
| SD Santos                                                  | 1-2 | 3-0 | 2-2  |      |
| - Victoire à domicile - Match nul - Victoire à l'extérieur |     |     |      |      |

### Finale
| Match aller | CS Herediano                                               | 3:0   | Deportivo Saprissa | Stade Eladio Rosabal Cordero |  |
| 17 mai 2017 | 9e Jairo Arrieta · 32e Victor Nunez · 36e Esteban Granados | (3:0) |                    |                              |  |

| Match retour | Deportivo Saprissa | 0:2   | CS Herediano                         | Stade Ricardo Saprissa |  |
| 21 mai 2017  |                    | (0:0) | 67e Jairo Arrieta · 88e Victor Nunez |                        |  |

## Bilan du tournoi
| Tournoi de clôture du championnat de football du Costa Rica 2017 |                          |
| Champion                                                         | CS Herediano (26e titre) |
| Dauphin                                                          | Deportivo Saprissa       |
| Qualifications continentales                                     |                          |
| Ligue des champions de la CONCACAF 2018                          | Deportivo Saprissa       |
| Ligue des champions de la CONCACAF 2018                          | CS Herediano             |
| Ligue de la CONCACAF 2017                                        | LD Alajuelense           |
| Ligue de la CONCACAF 2017                                        | SD Santos                |
| Promotions et relégations                                        |                          |
| Promus en Primera División                                       | Municipal Grecia         |
| Relégués en Segunda División                                     | AD San Carlos            |

## Statistiques

### Buteurs
| Rang | Nom | Équipe | Buts |
| 1    |     |        |      |
| 2    |     |        |      |
| 3    |     |        |      |